# Тилт (угао)
Тилт ({\displaystyle \tau }) је угао отклона оптичке осе камере од вертикале. Јавља се приликом аероснимања. Када је оптичка оса камере, којом се снимање врши, вертикална, тилт је једнак нули, па аероснимак у потпуности лежи у хоризонталној равни. Да би аероснимак био употребљив у даљинској детекцији, дозвољена вредност тилта је 2°. Када при снимању дође до нагињања летилице и на снимцима се појави тилт већи од 2°, снимање се, по правилу, понавља.